# Argo (sloop)
Pour les articles homonymes, voir Argo.
L’Argo est un bateau de pêche de type caseyeur et fileyeur, construit en 1908 au Château d'Oléron par le charpentier de marine Albert Larrieu.

## Description
C'est un sloop ponté à baignoire (ou à cul-de-poule) au gréement aurique, désormais bateau de plaisance de type coureauleur.
Son immatriculation était : IO 613 684 (île d'Oléron). C'est le navire le plus ancien inscrit à cet ancien quartier maritime.

## Histoire
Ce cotre fut dessiné et construit en 1909 au Château-d'Oléron, Charente-Maritime.
Il a été lancé le 13 janvier 1910 pour un marin pêcheur de La Cotinière, Ernest Papineau. 
Après avoir pratiqué toutes les pêches traditionnelles de l’île d'Oléron, il navigue désormais en plaisance. Il est rattaché au port de Saint-Georges-d'Oléron. 
L’Argo est le seul bateau de ce type qui navigue encore. Il n'a jamais quitté l'île d'Oléron.
L’Argo fait l’objet d’un classement au titre des monuments historiques depuis le 16 septembre 1993.